# 甘井子街道
甘井子街道，是中华人民共和国辽宁省大連市甘井子區下辖的一个乡镇级行政单位。

## 行政区划
甘井子街道下辖以下地区：
甘园社区、站前社区、光明社区、甘中社区、东山社区、甘峰社区、海茂社区、七星社区、六闾社区、海燕社区、海鸥社区、松山社区、甘泉社区和甘欣社区。